# اعتلال الأعصاب الحديدي
اعتلال الأعصاب الحديدي هو اضطراب تنكسي عصبي وراثي يتميز بتراكم الحديد في العقد القاعدية والمخيخ والقشرة الحركية للدماغ البشري. الأعراض، التي تكون خارج هرمية بطبيعتها، تتقدم ببطء ولا تظهر بشكل عام حتى سن الرشد. تشمل هذه الأعراض الرقاص وخلل التوتر والعجز الإدراكي الذي يتفاقم مع تقدم العمر.
يعد هذا الاضطراب صبغيًا سائدًا وينتج عن طفرات في الجين الذي يشفر الوحدة الفرعية للسلسلة الخفيفة لبروتين الفيريتين. يعمل نوع الفيريتين البري كمخزن للحديد، وعزله والتحكم في إطلاقه. وبالتالي، تؤدي الطفرات في السلسلة الخفيفة من الفيريتين إلى تراكم الحديد في الدماغ والذي يمكن تصويره باستخدام التصوير بالرنين المغناطيسي. حاليًا، اعتلال الأعصاب هو المرض العصبي الوحيد الذي يتسبب في تراكم الحديد في الدماغ المصنف على أنه متلازمة صبغي جسدي سائد.
يركز علاج اعتلال الفريتين العصبي على التحكم في الأعراض المصاحبة للرقص وخلل التوتر باستخدام الأدوية القياسية لكل منهما. هذا الاضطراب تقدمي وتزداد الأعراض سوءًا مع تقدم العمر. أبلغ عن أقل من 100 حالة من حالات اعتلال الخلايا العصبية منذ تحديدها في عام 2001. حدد موقع حدوثه إلى حد كبير في شمال شرق إنجلترا مما يشير إلى وجود تأثير مؤسس. نظرًا لطبيعته الوراثية، تركز الأبحاث الحالية على الإدارة العلاجية للأعراض التي يسببها الاضطراب.

## العلامات والأعراض
هناك العديد من العلامات والأعراض المميزة لاعتلال الخلايا العصبية. تنقسم هذه إلى فئتين: النتائج التشخيصية والأعراض المرئية جسديًا.

### نتائج التشخيص
تشمل الأعراض المصنفة على أنها اختبرت وشخصت طبيًا تراكم الحديد في الدماغ، وتجويف العقد القاعدية، والتنكس العصبي. المرضى الذين شخصت إصابتهم باعتلال الأعصاب لديهم تراكم غير طبيعي للحديد في الدماغ داخل الخلايا العصبية والدبقية في المخطط والقشرة المخيخية. جنبًا إلى جنب مع تراكم الحديد في الدماغ، يسبب اعتلال الأعصاب عادة فقدانًا شديدًا للأعصاب أيضًا. قد تظهر الأعراض الثانوية أيضًا. من الممكن أن يتسبب تراكم الحديد الأولي في تلف عصبي إضافي وموت عصبي. يمكن استبدال الخلايا العصبية التالفة بخلايا أخرى في محاولة لعكس التنكس العصبي. غالبًا ما تحتوي هذه الخلايا على نسبة أعلى من الحديد. قد يحدث انهيار الحاجز الدموي الدماغي أيضًا بسبب فقدان الخلايا العصبية وبالتالي سيسمح لمزيد من الحديد بالوصول إلى الدماغ والتراكم بمرور الوقت.
يُلاحظ اعتلال الأعصاب بشكل رئيسي في أولئك الذين وصلوا إلى مرحلة البلوغ المتأخرة، ويُلاحظ عمومًا أنه يتقدم ببطء على مدار عدة عقود من العمر مع متوسط عمر البداية 39 عامًا. لا يظهر فقدان الإدراك بشكل عام إلا في المراحل المتأخرة من المرض. يُنظر إلى المرضى الذين شخصوا على أنهم يحتفظون بمعظم وظائفهم المعرفية حتى تبدأ المراحل الأكثر تقدمًا من المرض.

### الأعراض الجسدية
تشمل الأعراض المصنفة على أنها أعراض مرئية جسديًا الترنح وخلل التوتر والتشنج والتصلب، وجميع الأعراض الجسدية المرتبطة باضطرابات الحركة. الأعراض المصاحبة للاعتلال العصبي الذي يؤثر على الحركة هي أيضًا تقدمية، وتصبح أكثر عمومية مع مرور الوقت. عادة خلال السنوات العشر الأولى من ظهور المرض، يتأثر طرف واحد أو طرفان فقط بشكل مباشر. الأعراض المميزة لاعتلال الأعصاب هي الترنح، وجدت في 50% من المرضى المشخصين، خلل التوتر العضلي، الموجود في 43% من المرضى، ومرض باركنسون الموجود في 7.5% من المرضى. بشكل عام، تبقى السيطرة الكاملة على الأطراف العلوية من الجسم حتى ظهور المرض في وقت متأخر. بمرور الوقت، يمكن أن تتغير الأعراض التي تظهر على المريض من جانب واحد من الجسم إلى الجانب الآخر من الجسم، حيث تقفز من اليسار إلى اليمين أو العكس. هناك طريق آخر لوحظ أن الأعراض المرئية جسديًا قد سلكته وهو الظهور والاختفاء ثم الظهور مرة أخرى لأعراض محددة.
في حين أن هذه الأعراض هي المؤشرات الكلاسيكية لاعتلال الأعصاب، فإن الأعراض تختلف من مريض لآخر.

## الأسباب
ينتج اعتلال الأعصاب من تراكم الحديد غير الطبيعي في الدماغ. يرجع تراكم الحديد هذا إلى حدوث طفرات في بولي ببتيد FTL، وهو المسؤول عن تشفير البروتينات المشاركة في استقلاب الحديد. يحدث اعتلال الفريتين العصبي بشكل شائع نتيجة إدخال أحادي للنيوكليوتيد الأدينين في جين سلسلة L-chain ferritin والذي بدوره يغير نهاية الكربوكسيل لسلسلة البروتين بأكملها. ومع ذلك، يختلف الموقع الدقيق للإدخال في exon حسب العائلة. قد يحدث اعتلال الأعصاب أيضًا بسبب إدخال قاعدتين إضافيتين من النيوكليوتيدات. يؤدي إدخال القواعد في جين الفيريتين ذو السلسلة L إلى إطالة السلسلة وتغيير تسلسل الأحماض الأمينية الموجودة في الجين، والمعروف أيضًا باسم طفرة انزياح الإطارات.
تؤدي هذه الطفرات إلى انخفاض القدرة على الارتباط بالحديد. الضرر التأكسدي الناجم عن زيادة الحديد يؤدي إلى موت الخلايا المبرمج، أو موت الخلايا المبرمج. يعد تراكم الحديد في الدماغ أمرًا خطيرًا للغاية لأن الحديد الزائد يحفز تكوين الجذور الحرة، والتي لها آثار ضارة على الدماغ. تؤثر خاصية تراكم الحديد في اعتلال الأعصاب على المخيخ بشكل خاص على المخيخ والعقد القاعدية ومناطق القشرة الحركية في الدماغ.